# Mira-sol
Mira-sol és una entitat de població i un districte de Sant Cugat del Vallès.
Està situada a l'extrem oest del terme i al sud es troba unida a Valldoreix, una altra entitat de població de Sant Cugat. Actualment té les estacions de Mira-sol i Hospital General, del Metro del Vallès dels FGC (Ferrocarrils de la Generalitat de Catalunya).